# Pybba
Pybba (570?–606/615) (també escrit Pibba, Wibba, Wybba) va ser un dels primers reis de Mèrcia, fill de Creoda i pare de Penda i Eowa. Encara que ell i el seu pare van regnar en un país colonitzat pels angles, els noms de Pybba i Penda són d'origen brità.
En les genealogies es dona l'any 570 com a data suposada del seu naixement, l'inici del seu regnat el 593, i la de la seva mort el 606 o el 615, però no hi ha cap certesa; el text mes antic que aporta informació sobre ell és la Crònica anglosaxona i només l'esmenta com a pare de Penda, sense més detalls.
En la Historia Brittonum de Nennius es diu que va tenir 12 fills. Un altre escriptor antic, Beda, esmenta el rei Cearl, el qual podria ser el successor de Pybba, però es desconeix quina relació de parentiu va tenir amb Pybba, si és que en va tenir cap. Un fill de Pybba, anomenat Penda va ser rei i, segons la Crònica anglosaxona això va passar l'any 626, però segons Beda no va ser fins després de la batalla de Hatfield Chase l'any 633.
L'autor de la Historia Brittonum diu que Penda i Eowa eren fills de Pybba, els més coneguts, però que Pybba sembla que també va tenir un fill anomenat Coenwalh. Els cronistes deien que tots els reis de Mèrcia, des de Penda fins a Ceolwulf, que va ser deposat el 823, eren descendents de Pybba, ja fos a través de Penda, d'Eowa, o de Coenwalh; potser amb l'excepció de Beornrad, que va governar breument i els avantpassats del qual es desconeixen.
Es diu també que Pybba va tenir una altra filla i, encara que no s'esmenta el nom, podria ser la primera esposa de Cenwalh, rei de Wessex (648-674).